# Raffaele de Courten
El comte Raffaele de Courten (Milà , 23 de setembre de 1888 - Frascati , 23 d'agost de 1978) va ser un almirall i polític italià.
Ministre de la Marina, va ser l'últim cap d'estat major de la Regia Marina i el primer de la Marina.

## Biografia
Raffaele de Courten , segon fill d'Erasmo Giuseppe de Courten (1849-1913) i nebot del suís Raphael de Courten, i germà de l'erudita francesa Clementina de Courten i de l'erudita anglesa Maria Luisa Giartosio de Courten [ 1 ] . Va ser governador del Districte 87 del Rotary International durant l'any 1951/1952.

### Activitat militar
Havent ingressat a la Reial Acadèmia Naval de Livorno el 1906, va ser nomenat guardiamarina el 1910. Va servir als cuirassats Vittorio Emanuele i Benedetto Brin, participant en la Guerra Ítaloturca. Va participar a la Primera Guerra Mundial amb el rang de tinent i va ser assignat per volar a bord dels dirigibles de la Royal Navy. L'agost de 1915 , va participar a bord del dirigible Città di Jesi en el bombardeig de la base naval austríaca de Pola, i va acabar sent capturat després de l'enderrocament del dirigible. El 1917 va ser repatriat amb un contingent de malalts, i va ser assignat a la direcció dels Serveis Aeronàutics de Brindisi fins al final del conflicte; Al final del conflicte va ser condecorat per les seves accions durant el període de guerra amb una medalla de bronze al valor militar.
El 1923 va ser ascendit a capità de corbeta. En el període entre les dues guerres, la seva carrera es va desenvolupar entre comandaments de submarins i destructors i càrrecs a l'oficina del Cap de l'Estat Major General, ocupant, entre l'1 de juliol de 1933 i el 19 de febrer de 1936, com a capità de navili (antiguitat 15 de setembre de 1933), el càrrec d'agregat naval a l'Alemanya nazi. El 1938 va ser ascendit a contraalmirall i va dirigir la recentment creada Inspecció d'Armes Subaquàtiques durant tres anys.
Durant la Segona Guerra Mundial va ser ascendit a almirall de divisió el 8 de novembre de 1940 i va tenir alguns comandaments operatius: primer va ser comandant de la VII  (1 d'agost de 1941 - 5 de març de 1942) i després de la VIII divisió de creuers (6 de març de 1942 - 14 de març de 1943) del I esquadró, participant en nombroses missions de guerra, incloent-hi la primera batalla de Sirte el desembre de 1941 i la batalla de mitjans de juny el 1942 .

### Ministre de la Marina
Va esdevenir Ministre de la Marina el 26 de juliol de 1943 en el govern Badoglio, i alhora va ocupar el càrrec de Cap de l'Estat Major de la Marina en substitució de l'almirall Arturo Riccardi. El 8 de setembre va implementar les clàusules d'armistici relatives a la Marina, tal com havien sol·licitat els Aliats, i el 23 de setembre es va reunir a Tàrent amb l'almirall anglès Andrew Cunningham, de qui va aconseguir que les unitats de la flota italiana poguessin col·laborar amb les forces navals aliades. Després va ser ministre de Marina també en els governs Bonomi , en el govern Parri i en el govern De Gasperi I.
Al final de la guerra va participar en les negociacions per al tractat de pau, durant les quals va recolzar la inviolabilitat de la flota italiana en consideració del seu paper com a cobel·ligerant. Va ser ministre fins al juliol de 1946 i va dimitir com a cap de l'Estat Major de la Marina el desembre de 1946 .
Després d'ocupar diversos càrrecs públics, com ara la presidència de Lloyd Triestino del 1952 al 1959, es va retirar a la vida privada i va morir a Frascati el 1978.

## Dates de promoció
Ammiraglio d'armata – octubre de 1940
[...]
 Ammiraglio di divisione – 8 de novembre de 1940
 Contrammiraglio: juny de 1938 - 1939
 Capitano di Vascello: 1933
[...]
 Capitano di Corvetta: 1927
[...]
 Tenente di Vascello: 1923
[...]
 Guardiamarina – 1910

## Condecoracions
Cavaller de l'orde militar de Savoia - 26 de maig de 1942.
 Comanador de l'orde militar d'Itàlia – 13 de maig de 1948
 Medalla de bronze al Valor Militar - 21 dabril de 1918
 Gran Creu al Mèrit de la República Italiana - 30 de desembre de 1952
 Medalla commemorativa de la Guerra Italo-Turca (1911-1912)
 Medalla commemorativa de la guerra italoaustriaca 1915-1918 (4 anys de campanya)
 Medalla commemorativa de la Unitat d'Itàlia
 Medalla interaliada de la victòria